# Teodora d'Assia-Darmstadt
Teodora d'Assia-Darmstadt (Vienna, 6 febbraio 1706 – Parma, 23 gennaio 1784) fu una principessa d'Assia-Darmstadt per nascita, nonché duchessa consorte di Guastalla in quanto moglie di Antonio Ferrante Gonzaga.

## Biografia
Era figlia del principe tedesco Filippo d'Assia-Darmstadt e di Maria Ernestina Giuseppa de Croy (1673–1714), figlia del III duca di Croÿ e III duca di Havré
Sposò nel 1727 Antonio Ferrante Gonzaga, duca di Guastalla ma non ebbero eredi. Dopo la morte del marito, avvenuta tragicamente nel 1729, rimase a Guastalla, dove si dedicò ad opere di pietà.
Morì nel 1784 e volle essere sepolta nel duomo di Guastalla.

## Ascendenza
|                                                       |                                            |                                                         | Genitori                                                  |  |  | Nonni |  |  | Bisnonni                              |  |  | Trisnonni                             |  |
|                                                       |                                            |                                                         |                                                           |  |  |       |  |  | Georg II, langravio d'Assia-Darmstadt |  |  | Ludwig V, langravio d'Assia-Darmstadt |  |
|                                                       |                                            |                                                         |                                                           |  |  |       |  |  | Georg II, langravio d'Assia-Darmstadt |  |  | Ludwig V, langravio d'Assia-Darmstadt |  |
|                                                       |                                            | Magdalena von Brandenburg                               |                                                           |  |  |       |  |  | Georg II, langravio d'Assia-Darmstadt |  |  |                                       |  |
| Ludwig VI, langravio d'Assia-Darmstadt                |                                            |                                                         |                                                           |  |  |       |  |  | Georg II, langravio d'Assia-Darmstadt |  |  |                                       |  |
|                                                       |                                            | Sophie Eleonore von Sachsen                             | Johann Georg I, principe elettore di Sassonia             |  |  |       |  |  |                                       |  |  |                                       |  |
|                                                       |                                            | Sophie Eleonore von Sachsen                             | Johann Georg I, principe elettore di Sassonia             |  |  |       |  |  |                                       |  |  |                                       |  |
|                                                       |                                            | Sophie Eleonore von Sachsen                             | Magdalena Sibylle von Preußen                             |  |  |       |  |  |                                       |  |  |                                       |  |
| Philipp von Hessen-Darmstadt                          |                                            | Sophie Eleonore von Sachsen                             |                                                           |  |  |       |  |  |                                       |  |  |                                       |  |
|                                                       |                                            | Ernst I, duca di Sassonia-Gotha-Altenburg               | Johann III, duca di Sassonia-Weimar-Altenburg             |  |  |       |  |  |                                       |  |  |                                       |  |
|                                                       |                                            | Ernst I, duca di Sassonia-Gotha-Altenburg               | Johann III, duca di Sassonia-Weimar-Altenburg             |  |  |       |  |  |                                       |  |  |                                       |  |
|                                                       |                                            | Ernst I, duca di Sassonia-Gotha-Altenburg               | Dorothea Maria von Anhalt                                 |  |  |       |  |  |                                       |  |  |                                       |  |
| Elisabeth Dorothea von Sachsen-Gotha-Altenburg        |                                            | Ernst I, duca di Sassonia-Gotha-Altenburg               |                                                           |  |  |       |  |  |                                       |  |  |                                       |  |
|                                                       |                                            | Elisabeth Sophia von Sachsen-Altenburg                  | Johann Philipp, duca di Sassonia-Altenburg                |  |  |       |  |  |                                       |  |  |                                       |  |
|                                                       |                                            | Elisabeth Sophia von Sachsen-Altenburg                  | Johann Philipp, duca di Sassonia-Altenburg                |  |  |       |  |  |                                       |  |  |                                       |  |
|                                                       |                                            | Elisabeth Sophia von Sachsen-Altenburg                  | Elisabeth von Braunschweig-Wolfenbüttel                   |  |  |       |  |  |                                       |  |  |                                       |  |
| Theodora von Hessen-Darmstadt                         |                                            | Elisabeth Sophia von Sachsen-Altenburg                  |                                                           |  |  |       |  |  |                                       |  |  |                                       |  |
|                                                       | Philippe François de Croÿ, II duca d'Havré | Philippe II de Croÿ signore di Solre e Molembais        |                                                           |  |  |       |  |  |                                       |  |  |                                       |  |
|                                                       | Philippe François de Croÿ, II duca d'Havré | Philippe II de Croÿ signore di Solre e Molembais        |                                                           |  |  |       |  |  |                                       |  |  |                                       |  |
|                                                       | Philippe François de Croÿ, II duca d'Havré | Guillemette de Coucy-Vervins, signora di Biez e Chemery |                                                           |  |  |       |  |  |                                       |  |  |                                       |  |
| Ferdinand Joseph de Croÿ, III duca d'Havré            | Philippe François de Croÿ, II duca d'Havré |                                                         |                                                           |  |  |       |  |  |                                       |  |  |                                       |  |
|                                                       |                                            | Marie Claire de Croÿ, I duchessa d'Havré                | Charles Alexandre de Croÿ, marchese di Havré              |  |  |       |  |  |                                       |  |  |                                       |  |
|                                                       |                                            | Marie Claire de Croÿ, I duchessa d'Havré                | Charles Alexandre de Croÿ, marchese di Havré              |  |  |       |  |  |                                       |  |  |                                       |  |
|                                                       |                                            | Marie Claire de Croÿ, I duchessa d'Havré                | Yolande de Ligne                                          |  |  |       |  |  |                                       |  |  |                                       |  |
| Marie de Croÿ d'Havré                                 |                                            | Marie Claire de Croÿ, I duchessa d'Havré                |                                                           |  |  |       |  |  |                                       |  |  |                                       |  |
|                                                       |                                            | Alexandre Timoléon van Halewijn, conte di Hames         | Karel Maximiliaan van Halewijn, signore di Wailly         |  |  |       |  |  |                                       |  |  |                                       |  |
|                                                       |                                            | Alexandre Timoléon van Halewijn, conte di Hames         | Karel Maximiliaan van Halewijn, signore di Wailly         |  |  |       |  |  |                                       |  |  |                                       |  |
|                                                       |                                            | Alexandre Timoléon van Halewijn, conte di Hames         | Catherine du Gué, signora di Lully                        |  |  |       |  |  |                                       |  |  |                                       |  |
| Marie Joséphine Barbe van Halewijn, contessa di Hames |                                            | Alexandre Timoléon van Halewijn, conte di Hames         |                                                           |  |  |       |  |  |                                       |  |  |                                       |  |
|                                                       |                                            | Yolande Barbe de Bassompierre                           | Georges Afriquain de Bassompierre, marchese di Remauville |  |  |       |  |  |                                       |  |  |                                       |  |
|                                                       |                                            | Yolande Barbe de Bassompierre                           | Georges Afriquain de Bassompierre, marchese di Remauville |  |  |       |  |  |                                       |  |  |                                       |  |
|                                                       |                                            | Yolande Barbe de Bassompierre                           | Henriette de Tornielle                                    |  |  |       |  |  |                                       |  |  |                                       |  |
|                                                       |                                            | Yolande Barbe de Bassompierre                           |                                                           |  |  |       |  |  |                                       |  |  |                                       |  |